# Hermanas Siervas de Jesús
La Congregación de las Hermanas Siervas de Jesús (oficialmente en latín: Congregatio Ancillarum Iesu y cooficialmente en polaco: Zgromadzenie Sióstr Sług Jezusa) es una congregación religiosa católica femenina de derecho pontificio, fundada por el religioso capuchino polaco Honorato Koźmiński y la religiosa Eleonora Motylowska, en Varsovia,  el 8 de diciembre de 1884. A las religiosas de este instituto se les conoce como Siervas de Jesús de Varsovia.

## Historia

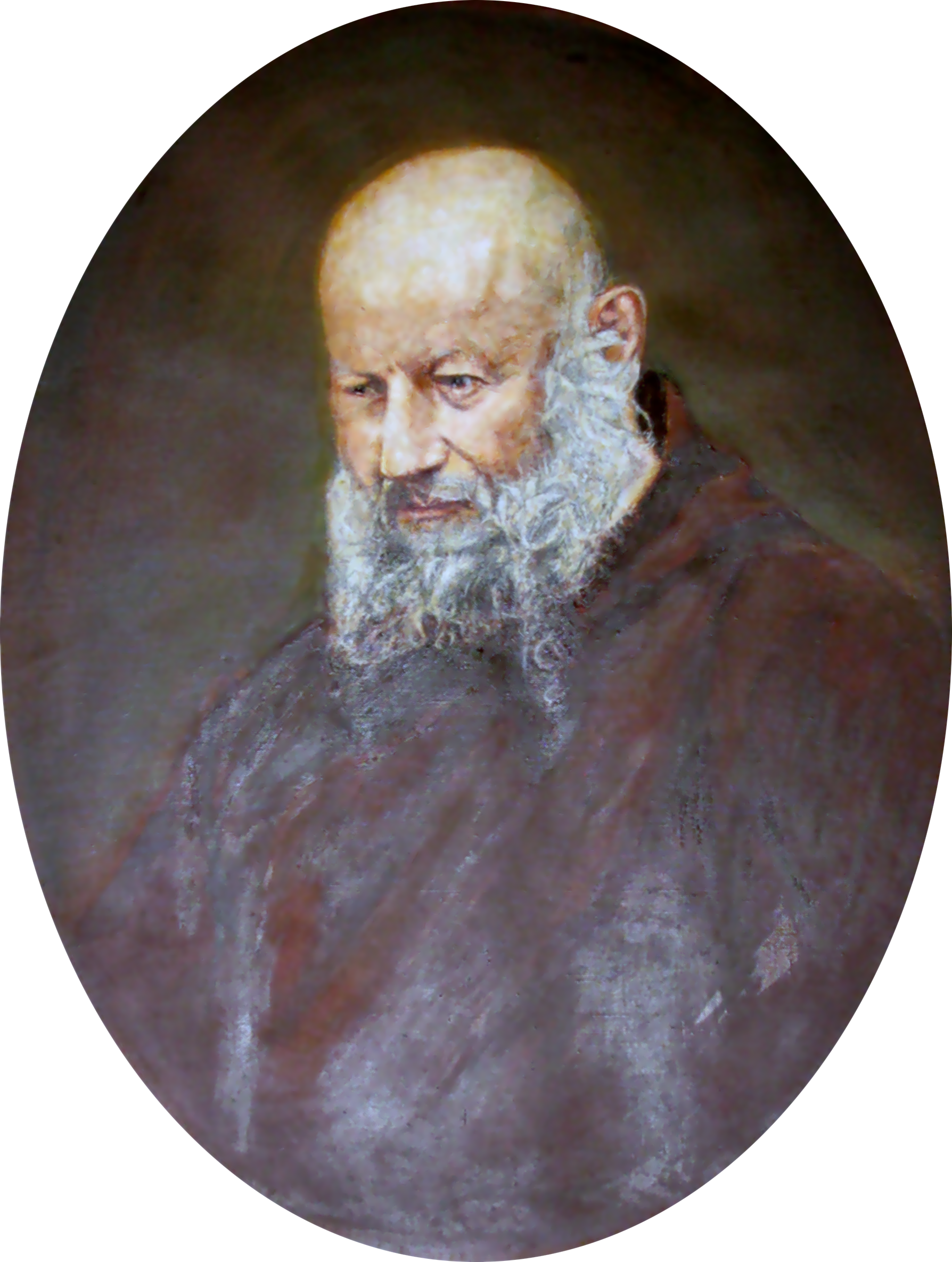
Honorato Koźmiński (1829-1916), fraile capuchino y fundador de la congregación. Es venerado como beato en la Iglesia católica.

Honorato Koźmiński, religioso capuchino polaco, fundó una asociación de mujeres domésticas, que se organizaron bajo la presidencia de Eleonora Motylowska, para defenderse contra los peligros morales y la explotación a la que podían ser sometidas en sus trabajos. Las trabajadoras se apoyaban entre sí en los momentos de desempleo y enfermedades. Con el tiempo la asociación se fue constituyendo en una congregación religiosa, abrieron cocinas comunitarias, laboratorios y escuelas para la formación de las trabajadoras domésticas. Se considera como fecha de fundación el día en que profesaron las primeras religiosas, el 8 de diciembre de 1884.
La congregación en sus orígenes actuaba como un instituto secular, luego se constituyeron en congregación religiosa, aunque si algunas continuaron viviendo según el estilo original, formando una rama independiente de las Hermanas Siervas de Jesús. La congregación fue agregada a la Orden de los Hermanos Menores Capuchinos el 18 de abril de 1906 y al año siguiente recibió la aprobación pontificia.

## Organización
La Congregación de las Hermanas Siervas de Jesús es un instituto religioso centralizado, cuyo gobierno es ejercido por la superiora general. La sede central se encuentra en Varsovia (Polonia).
Las siervas de Jesús se dedican a la educación y a la asistencia social y sanitaria de las jóvenes trabajadoras. Para ejercer su trabajo pastoral poseen casas de acogida y escuelas o colegios de enseñanza.
En 2015, las religiosas eran unas 284 y contaban con 31 casas, presentes en Bolivia, Estados Unidos, Polonia, Reino Unido y Ucrania.